# فهرست کشورهای جهان بر پایه تعداد میلیاردرها
در این فهرست کشورها، تعداد میلیاردرهای جهان، و گروه بندی‌های قاره‌ای آنها تا سال ۲۰۱۵ موجود است. توجه داشته باشید که در این فهرست، آمار بر اساس "میلیارد دلار آمریکا" می‌باشد. این آمار هر سال توسط مجله فوربِز منتشر می شود.

Countries by the number of billionaires by net worth (USD) in 2017
No data or 0
1–5
6–10
11–50
51–100
101–500
501+

| No data or 0 1–5 6–10 11–50 | 51–100 101–500 501+ |

## ۱۰ کشور اول
| رتبه | کشور                | تعداد میلیاردرها | درصد از کل جهان | رده                  |
| ---- | ------------------- | ---------------- | --------------- | -------------------- |
| —    | مجموع کشورها        | ۳۸۶۵             | ۱۰۰٫۰           |                      |
| ۱    | ایالات متحده آمریکا | ۱۵۳۶             | ۲۹/۳۵           | میلیاردرهای آمریکایی |
| ۲    | چین                 | ۱۲۱۳             | ۱۱/۶۶           | میلیاردرهای چینی     |
| ۳    | آلمان               | ۱۰۳              | align="center"  | میلیاردرهای آلمانی   |
| ۴    | هند                 | ۱۰۰              | align="center"  | میلیاردرهای هندی     |
| ۵    | روسیه               | ۸۸               | align="center"  | میلیاردرهای روسی     |
| ۶    | هنگ کنگ             | ۵۵               | align="center"  | میلیاردرهای هنگ کنگ  |
| ۷    | برزیل               | ۵۴               | align="center"  | میلیاردرهای برزیل    |
| ۸    | بریتانیا            | ۵۳               | align="center"  | میلیاردرهای بریتانیا |
| ۹    | فرانسه              | ۴۷               | align="center"  | میلیاردرهای فرانسه   |
| ۱۰   | کانادا              | ۳۹               | align="center"  | میلیاردرهای کانادا   |

## آفریقا
مجموع = ۲۹
| رتبه | کشور          | تعداد میلیاردرها | یادداشت |
| ---- | ------------- | ---------------- | ------- |
| ۱    | مصر           | ۸                |         |
| ۲    | آفریقای جنوبی | ۷                |         |
| ۳    | نیجریه        | ۵                |         |
| ۴    | مراکش         | ۳                |         |
| ۵۱   | تانزانیا      | ۲                |         |

## آسیا
مجموع = ۲۵۲
| رتبه | کشور              | تعداد میلیاردرها | یادداشت |
| ---- | ----------------- | ---------------- | ------- |
| ۱    | هند               | ۶۹               |         |
| ۲    | هنگ کنگ           | ۲۵               |         |
| ۳    | ژاپن              | ۲۲               |         |
| ۴    | اندونزی           | ۲۲               |         |
| ۵    | تایوان            | ۱۸               |         |
| ۶    | کره جنوبی         | ۱۱               |         |
| ۷    | اسرائیل           | ۱۰               |         |
| ۸    | مالزی             | ۹                |         |
| ۹    | عربستان سعودی     | ۸                |         |
| ۱۰   | لبنان             | ۶                |         |
| ۱۱   | قزاقستان          | ۵                |         |
| ۱۲   | ایران             | ۵                |         |
| ۱۳   | سنگاپور           | ۴                |         |
| ۱۴   | امارات متحده عربی | ۴                |         |
| ۱۵   | تایلند            | ۳                |         |
| ۱۶   | کویت              | ۳                |         |
| ۱۷   | فیلیپین           | ۱                |         |
| ۱۸   | پاکستان           | ۱                |         |

## اروپا
مجموع = ۲۶۶
| رتبه | کشور                    | تعداد میلیاردرها | یادداشت |
| ---- | ----------------------- | ---------------- | ------- |
| ۱    | الگو:Country data rusie | ۶۲               |         |
| ۲    | آلمان                   | ۵۳               |         |
| ۳    | ترکیه                   | ۳۸               |         |
| ۴    | بریتانیا                | ۲۹               |         |
| ۵    | ایتالیا                 | ۱۳               |         |
| ۵    | اسپانیا                 | ۱۳               |         |
| ۷    | فرانسه                  | ۱۲               |         |
| ۸    | سوئیس                   | ۱۱               |         |
| ۹    | سوئد                    | ۱۰               |         |
| ۱۰   | جمهوری ایرلند           | ۶                |         |
| ۱۱   | اوکراین                 | ۵                |         |
| ۱۲   | هلند                    | ۵                |         |
| ۱۳   | اتریش                   | ۴                |         |
| ۱۳   | نروژ                    | ۴                |         |
| ۱۳   | لهستان                  | ۴                |         |
| ۱۶   | جمهوری چک               | ۳                |         |
| ۱۶   | دانمارک                 | ۳                |         |
| ۱۶   | رومانی                  | ۳                |         |
| ۱۹   | پرتغال                  | ۲                |         |
| ۱۹   | یونان                   | ۲                |         |
| ۲۱   | موناکو                  | ۱                |         |

## آمریکای شمالی
مجموع = ۴۳۶
| رتبه | کشور                | تعداد میلیاردرها | یادداشت |
| ---- | ------------------- | ---------------- | ------- |
| ۱    | ایالات متحده آمریکا | ۴۰۳              |         |
| ۲    | کانادا              | ۲۴               |         |

## اقیانوسیه
مجموع = ۱۴
| رتبه | کشور     | تعداد میلیاردرها | یادداشت |
| ---- | -------- | ---------------- | ------- |
| ۱    | استرالیا | ۱۱               |         |
| ۲    | نیوزیلند | ۳                |         |

## آمریکای لاتین
مجموع = ۵۱
| رتبه | سرانه رتبه | کشور     | تعداد میلیاردرها | میلیاردرها در هر ۱۰M |
| ---- | ---------- | -------- | ---------------- | -------------------- |
| ۱    | ۲          | برزیل    | ۳۰               | ۰٫۹                  |
| ۲    | ۳          | مکزیک    | ۱۱               | ۰٫۸                  |
| ۳    | ۱          | شیلی     | ۴                | ۲٫۴                  |
| ۴    | ۵          | کلمبیا   | ۲                | ۰٫۵                  |
| ۴    | ۴          | ونزوئلا  | ۲                | ۰٫۷                  |
| ۴    | ۶          | آرژانتین | ۲                | ۰٫۲                  |